# Município de Fair Bluff (condado de Columbus, Carolina do Norte)
Localização da Carolina do Norte nos E.U.A.
O município de Fair Bluff (em inglês: Fair Bluff Township) é um localização localizado no  condado de Columbus no estado estadounidense da Carolina do Norte. No ano 2010 tinha uma população de 1.788 habitantes.

## Geografia
O município de Fair Bluff encontra-se localizado nas coordenadas 34° 19′ 08,6″ N, 79° 00′ 54,11″ O.